# (2183) Neufang
(2183) Neufang (1959 OB) – planetoida z pasa głównego asteroid okrążająca Słońce w ciągu 5,21 lat w średniej odległości 3,01 au. Odkryta 26 lipca 1959 roku.